# Селца
Селца су насељено место и седиште општине у Сплитско-далматинској жупанији, на острву Брачу, Република Хрватска.

## Историја
До територијалне реорганизације у Хрватској налазила су се у саставу старе општине Брач.

## Становништво
На попису становништва 2011. године, општина Селца је имала 1.804 становника, од чега у самим Селцима 846.

### Општина Селца
| Број становника по пописима | Број становника по пописима | Број становника по пописима | Број становника по пописима | Број становника по пописима | Број становника по пописима | Број становника по пописима | Број становника по пописима | Број становника по пописима | Број становника по пописима | Број становника по пописима | Број становника по пописима | Број становника по пописима | Број становника по пописима | Број становника по пописима | Број становника по пописима |
| --------------------------- | --------------------------- | --------------------------- | --------------------------- | --------------------------- | --------------------------- | --------------------------- | --------------------------- | --------------------------- | --------------------------- | --------------------------- | --------------------------- | --------------------------- | --------------------------- | --------------------------- | --------------------------- |
| 1857                        | 1869                        | 1880                        | 1890                        | 1900                        | 1910                        | 1921                        | 1931                        | 1948                        | 1953                        | 1961                        | 1971                        | 1981                        | 1991                        | 2001                        | 2011                        |
| 1.736                       | 2.144                       | 2.512                       | 3.161                       | 3.951                       | 4.004                       | 3.515                       | 3.153                       | 2.765                       | 2.778                       | 2.600                       | 2.312                       | 2.221                       | 2.333                       | 1.977                       | 1.804                       |

Напомена: Настала из старе општине Брач.

### Селца (насељено место)
| Број становника по пописима | Број становника по пописима | Број становника по пописима | Број становника по пописима | Број становника по пописима | Број становника по пописима | Број становника по пописима | Број становника по пописима | Број становника по пописима | Број становника по пописима | Број становника по пописима | Број становника по пописима | Број становника по пописима | Број становника по пописима | Број становника по пописима | Број становника по пописима |
| --------------------------- | --------------------------- | --------------------------- | --------------------------- | --------------------------- | --------------------------- | --------------------------- | --------------------------- | --------------------------- | --------------------------- | --------------------------- | --------------------------- | --------------------------- | --------------------------- | --------------------------- | --------------------------- |
| 1857                        | 1869                        | 1880                        | 1890                        | 1900                        | 1910                        | 1921                        | 1931                        | 1948                        | 1953                        | 1961                        | 1971                        | 1981                        | 1991                        | 2001                        | 2011                        |
| 766                         | 987                         | 1.107                       | 1.438                       | 1.780                       | 1.988                       | 3.515                       | 1.571                       | 1.264                       | 1.266                       | 1.232                       | 1.135                       | 1.081                       | 1.117                       | 952                         | 846                         |

Напомена: У 1921. садржи податке за насеља Ново Село, Повља и Сумартин.

### Попис1991.
На попису становништва 1991. године, насељено место Селца је имало 1.117 становника, следећег националног састава:
| Попис 1991.‍   | Попис 1991.‍  | Попис 1991.‍ | Попис 1991.‍ | Попис 1991.‍ |
| ------------- | ------------ | ----------- | ----------- | ----------- |
|               |              |             |             |             |
| Хрвати        | Хрвати       |             | 1.067       | 95,52%      |
| Срби          | Срби         |             | 8           | 0,71%       |
| Албанци       | Албанци      |             | 5           | 0,44%       |
| Југословени   | Југословени  |             | 2           | 0,17%       |
| Македонци     | Македонци    |             | 1           | 0,08%       |
| Немци         | Немци        |             | 1           | 0,08%       |
| Словенци      | Словенци     |             | 1           | 0,08%       |
| неопредељени  | неопредељени |             | 1           | 0,08%       |
| непознато     | непознато    |             | 31          | 2,77%       |
| укупно: 1.117 |              |             |             |             |